# Shariff Aguak
Shariff Aguak (in passato Maganoy) è una municipalità di terza classe delle Filippine, capoluogo della Provincia di Maguindanao, nella Regione Autonoma nel Mindanao Musulmano.
Shariff Aguak è formata da 26 baranggay:
- Bagong
- Bialong
- Bulayan
- Dale-Bong
- Datu Bakal
- Datu Kilay
- Kuloy
- Labu-labu
- Lapok (Lepok)
- Limpongo
- Macalag
- Maitumaig
- Malangog

- Malingao
- Meta
- Nabundas
- Pamalian
- Panangeti
- Pikeg
- Poblacion
- Satan
- Tapikan
- Timbangan
- Tina
- Tuntungan
- Tuayan